# 雄琴神社 (壬生町)

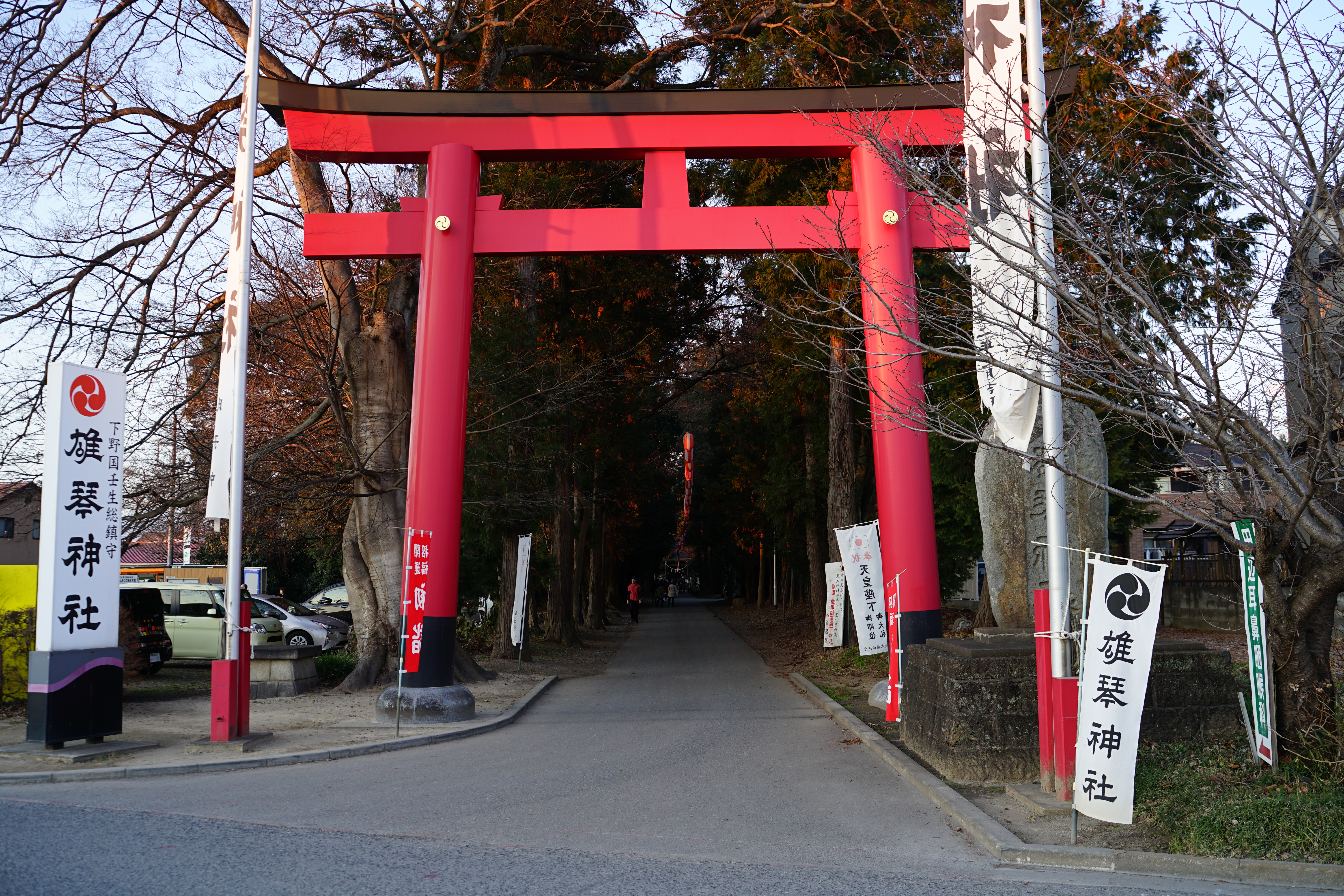
一の鳥居

雄琴神社（おことじんじゃ）は、栃木県下都賀郡壬生町通町にある神社。旧社格は郷社。

## 祭神
主祭神は次の4柱。
- 天照皇大神
- 天武天皇
- 舎人親王
- 小槻今雄公 -  小槻氏祖で壬生氏遠祖。室町時代の合祀。

## 歴史
社伝では、寛治5年（1091年）に清原武則子孫の保定が当地に祖先の舎人親王を祀ったのが創建とされる。創建当初は「藤森神社」と称したとする。
寛正3年（1464年）には、下野壬生氏初代の壬生胤業が、雄琴神社（近江国雄琴、現・滋賀県大津市雄琴）から壬生氏遠祖の小槻今雄の神霊を勧請して合祀したという。その際、社殿を建て替えるとともに社号を「雄琴大明神」に改めたとされる。
壬生氏は、天正18年（1590年）の小田原征伐の際に後北条氏に味方して敗北し、さらに小田原開城の直後に当主の壬生義雄が病死したため滅亡した。壬生氏の滅亡以降も、雄琴神社は壬生の総氏神・総鎮守として崇敬を受けた。また、壬生氏の出自とされる壬生家（官務家）は、50年ごとの日光東照宮年忌法要への関東下向の際、雄琴神社に必ず参拝したと伝わる。
慶応3年（1867年）には、神職の黒川豊麿が当地域神職を集めて「利鎌隊」が結成され、戊辰戦争での新政府軍の案内役を務めている。明治維新後、近代社格制度においては郷社に列した。

## 境内

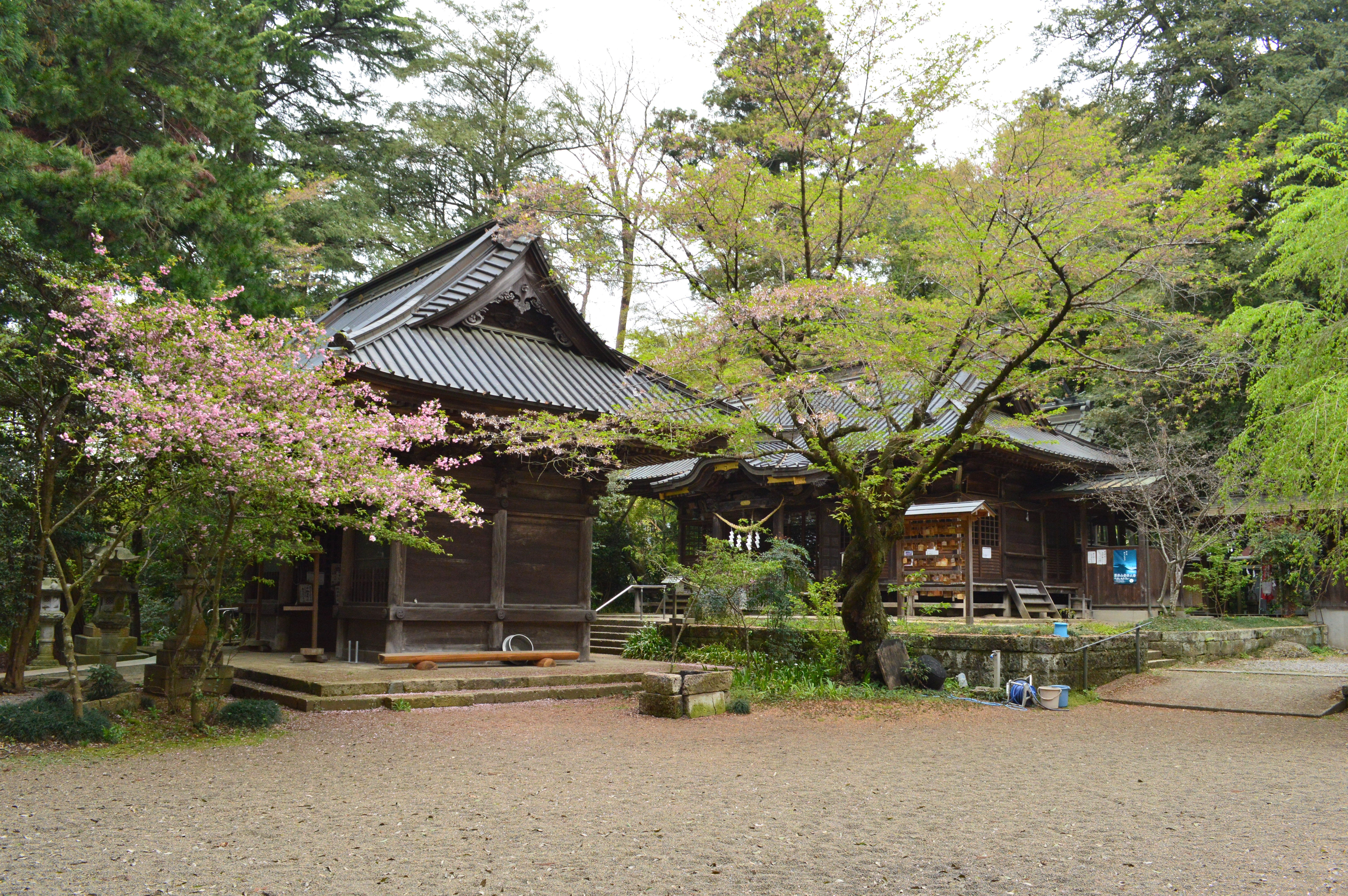
境内の社殿左に随神門、右に拝殿。

本殿は、江戸時代の貞享3年（1686年）の造営で、一間社流造。また拝殿・随神門も江戸時代の造営で、いずれも入母屋造である。これら本殿・拝殿・随神門は壬生町指定有形文化財に指定されている。
境内入り口に立つ銅製鳥居は、江戸時代の安永7年（1778年）における壬生豪商の加藤作太夫からの寄進になる。当時の代表的な鋳物師である丸山一族の手によるもので、栃木県指定有形文化財に指定されている。

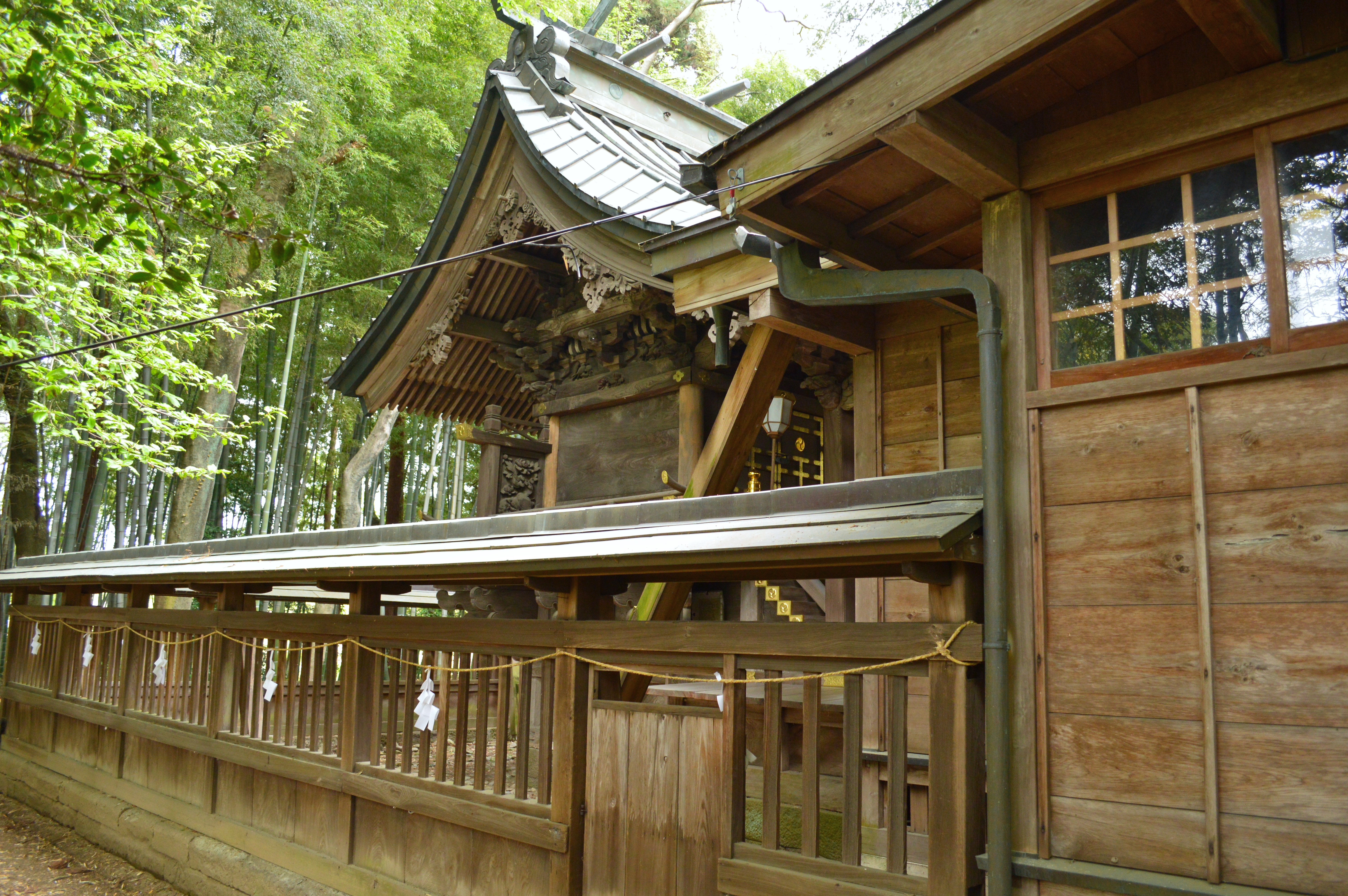
本殿（壬生町指定文化財）
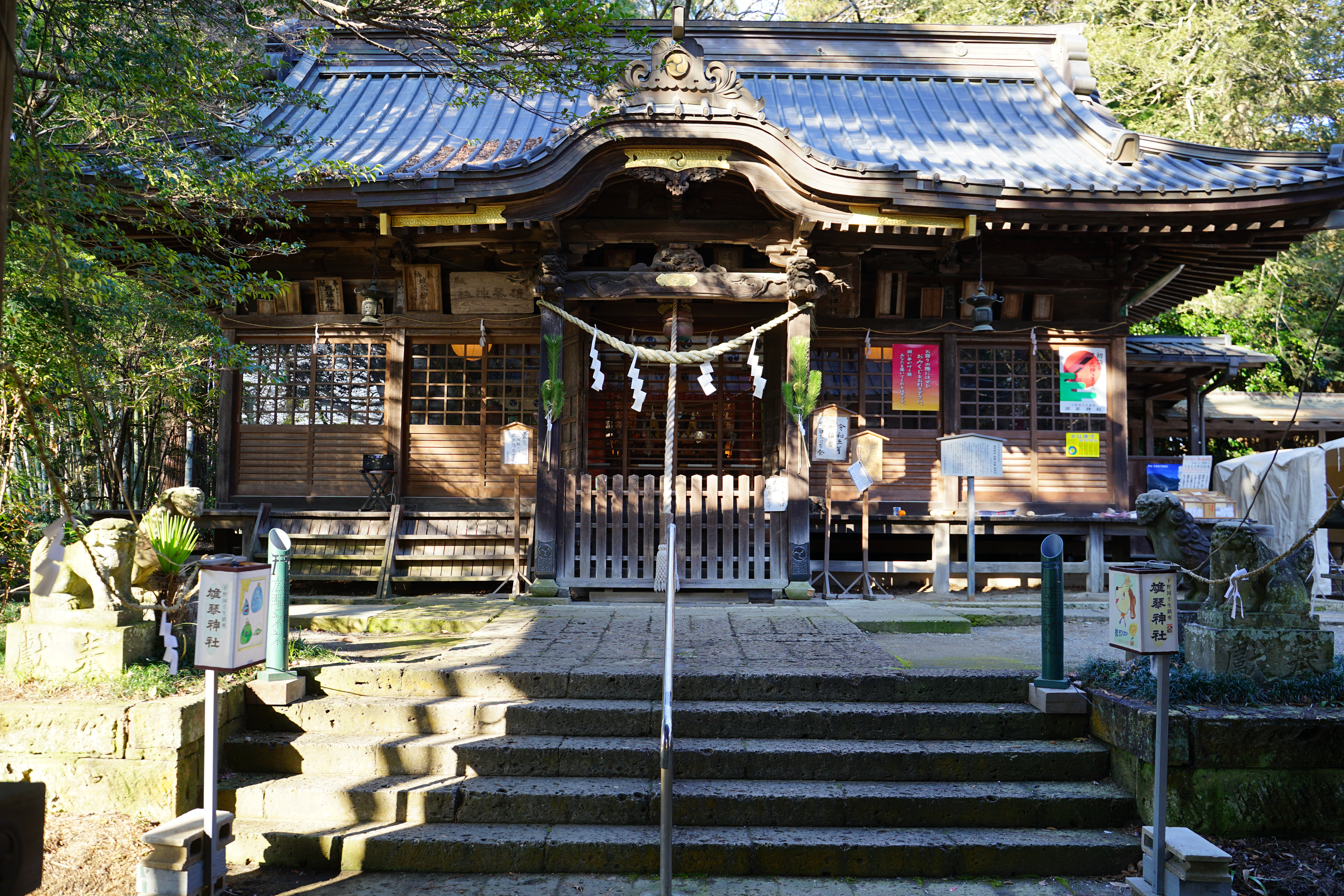
拝殿（壬生町指定文化財）
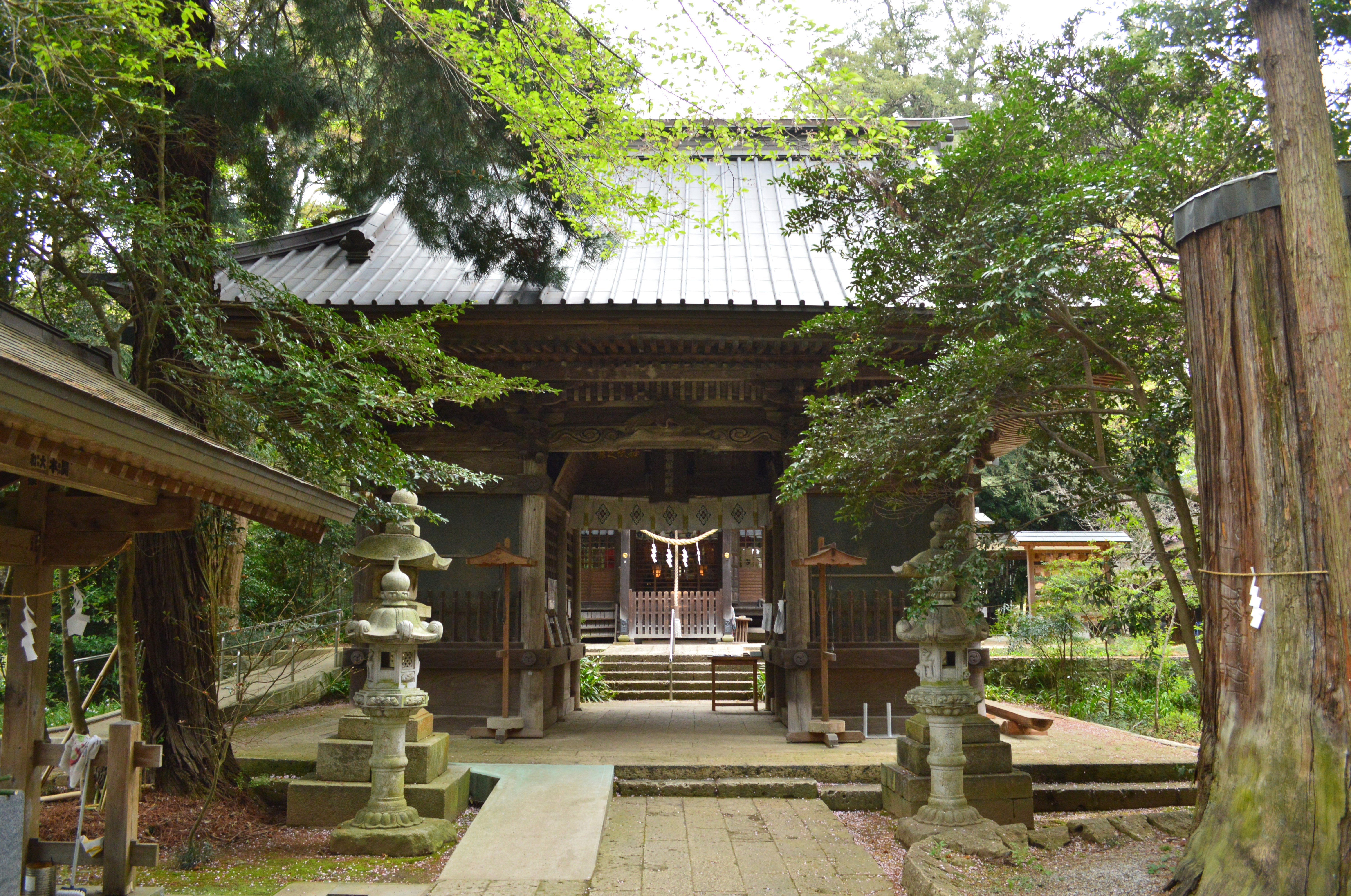
随神門（壬生町指定文化財）

## 摂末社
拝殿と社務所間を繋ぐ回廊の裏側に鎮座する境内社

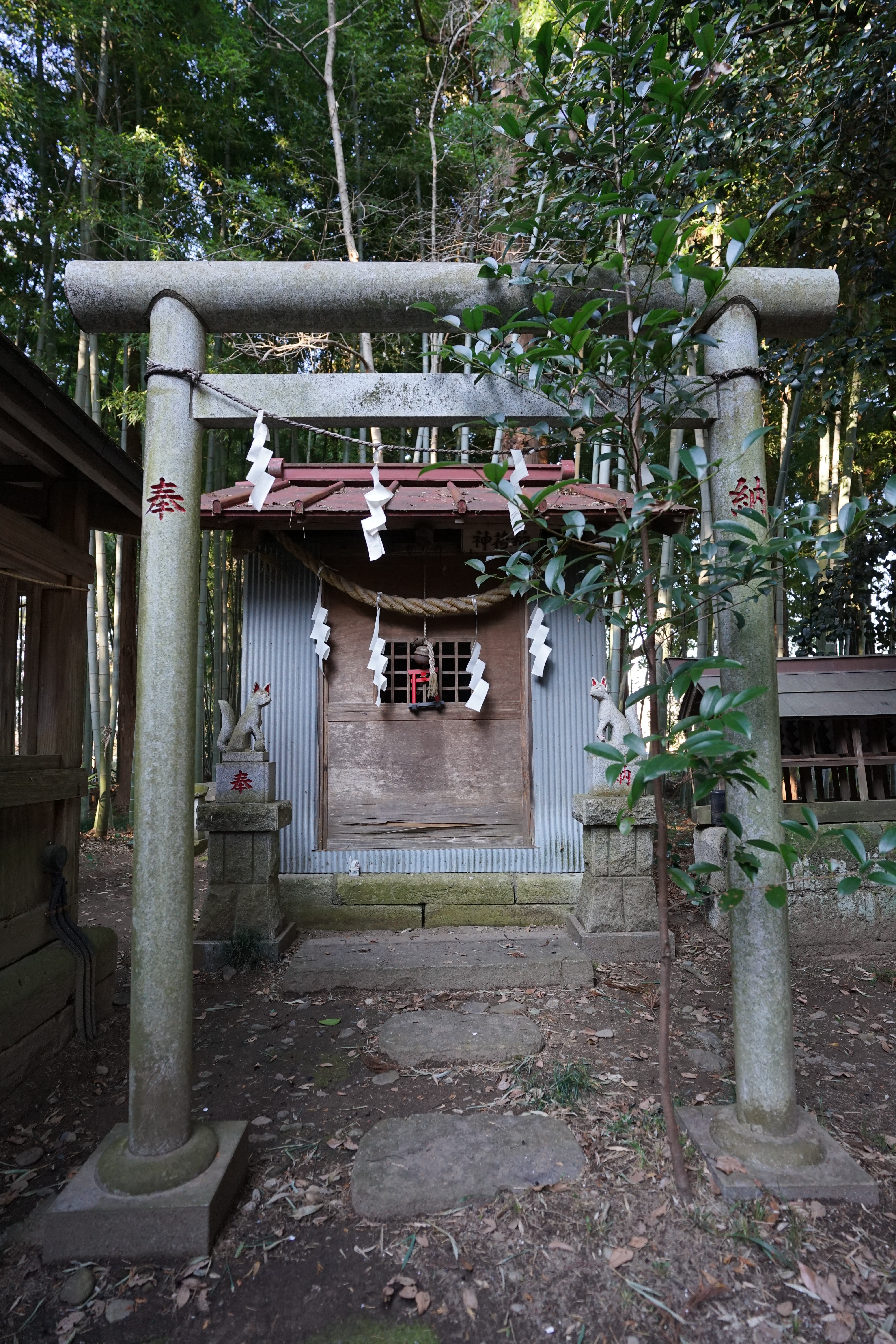
稲荷神社
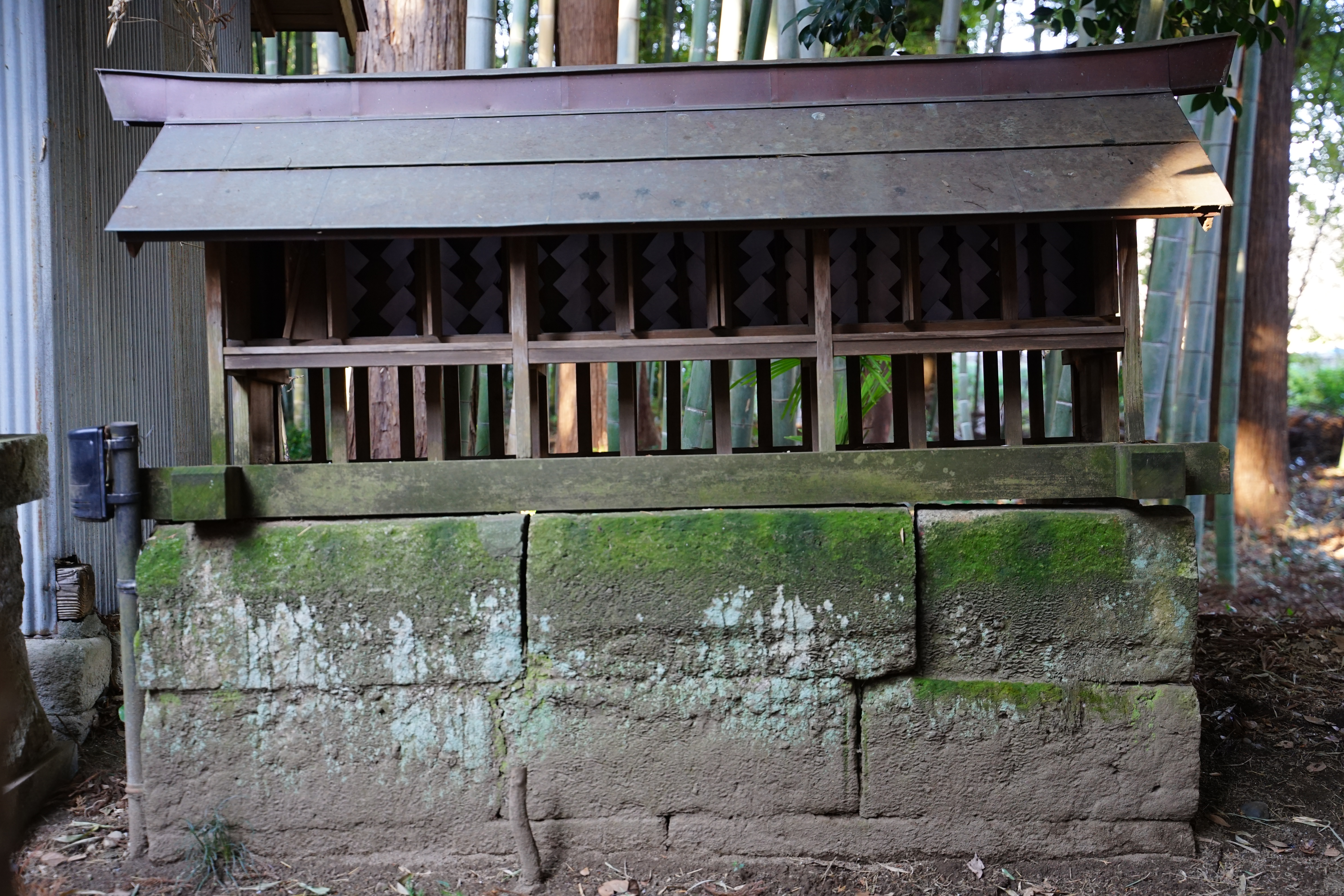
左の合祀殿（稲荷神社近く）
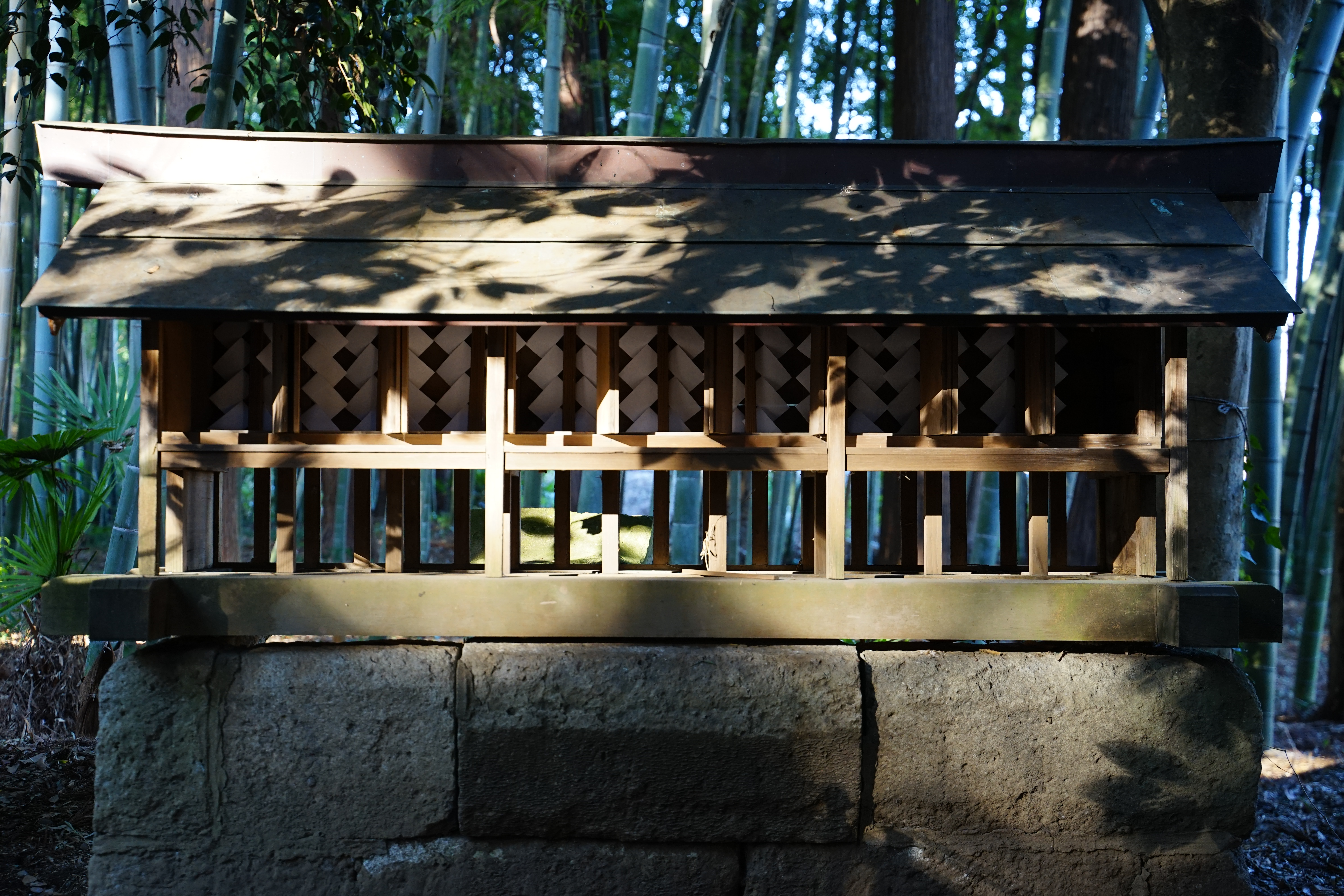
右の合祀殿（稲荷神社近く）

社務所の右側に鎮座する境内社

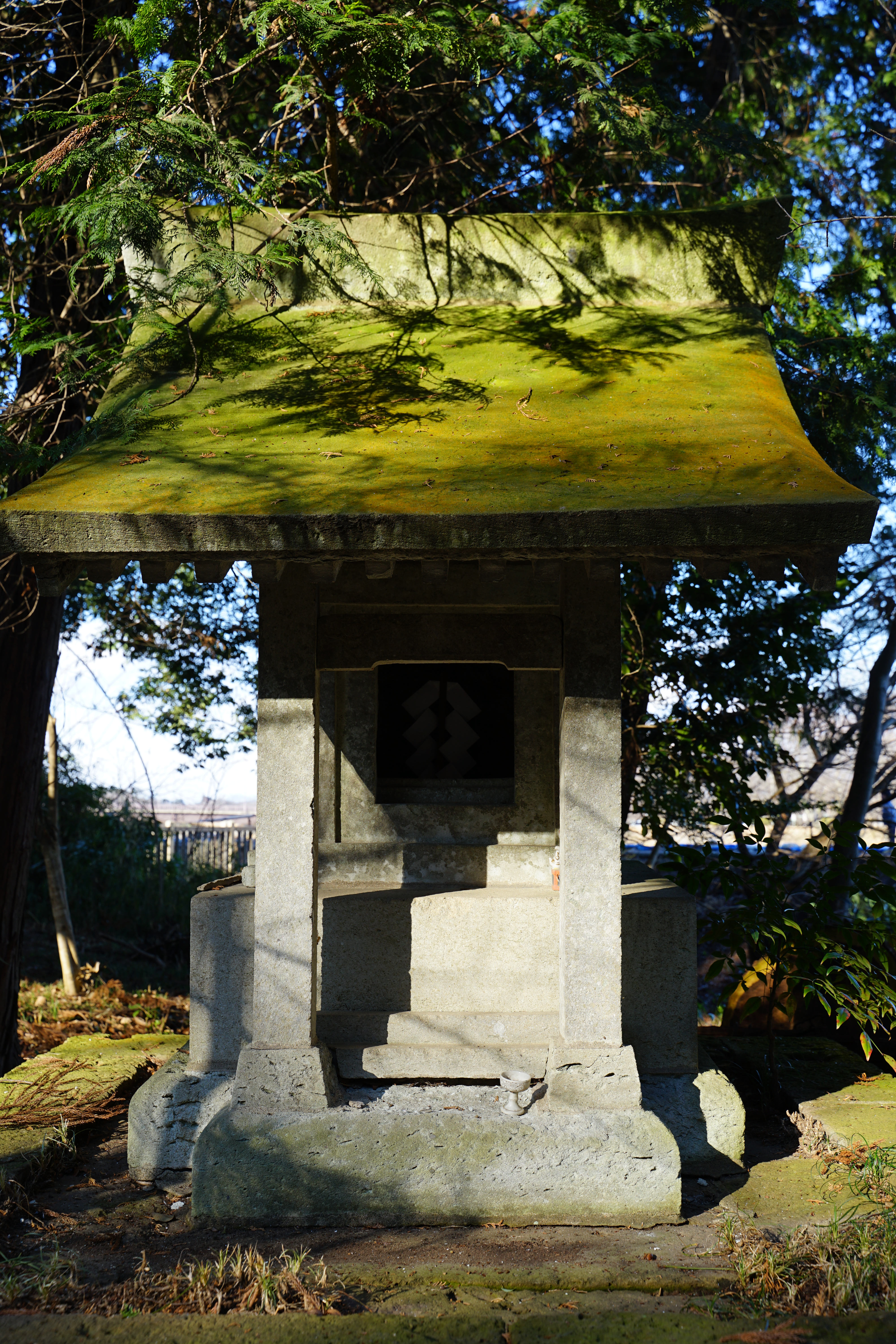
産霊神社
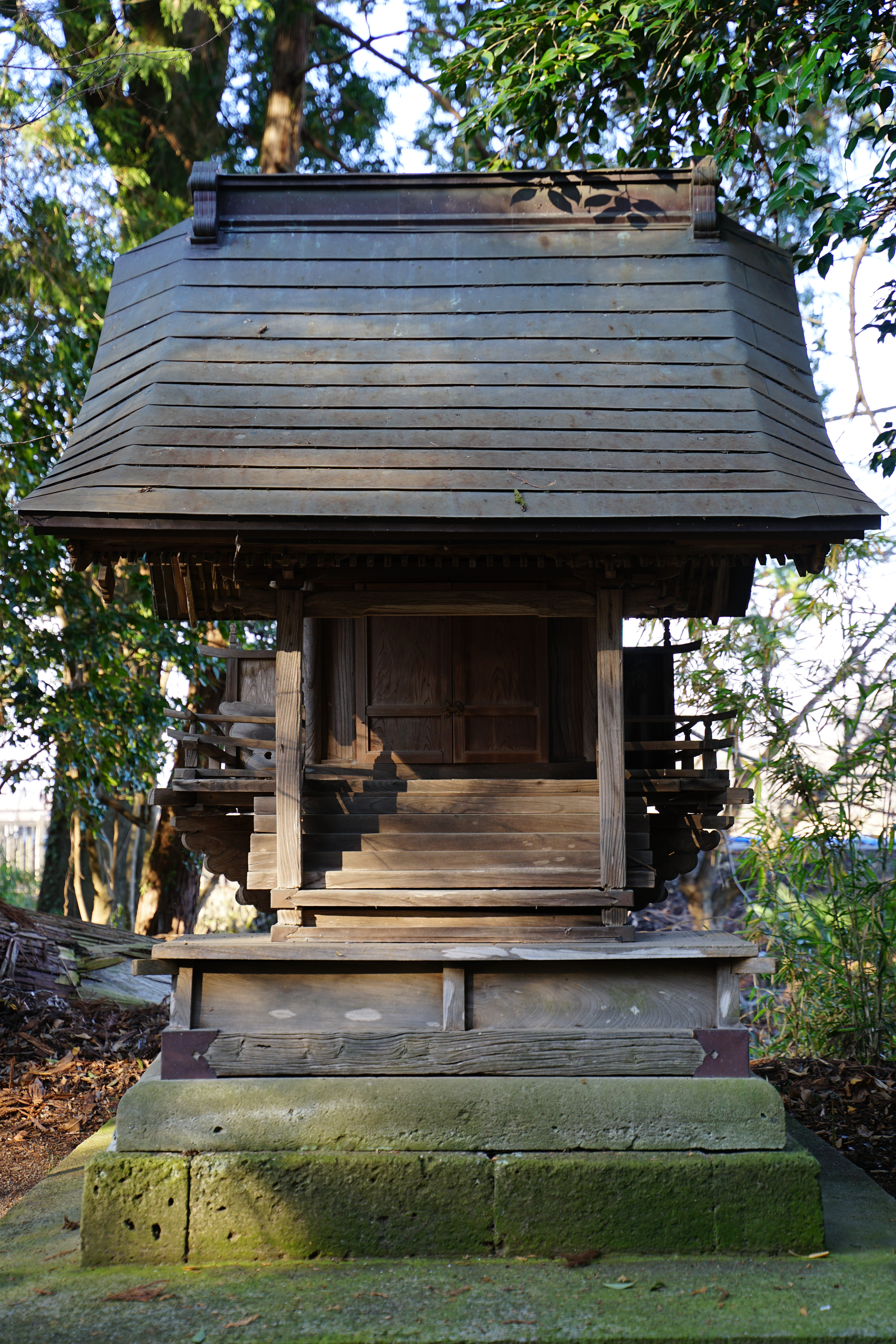
厳島神社
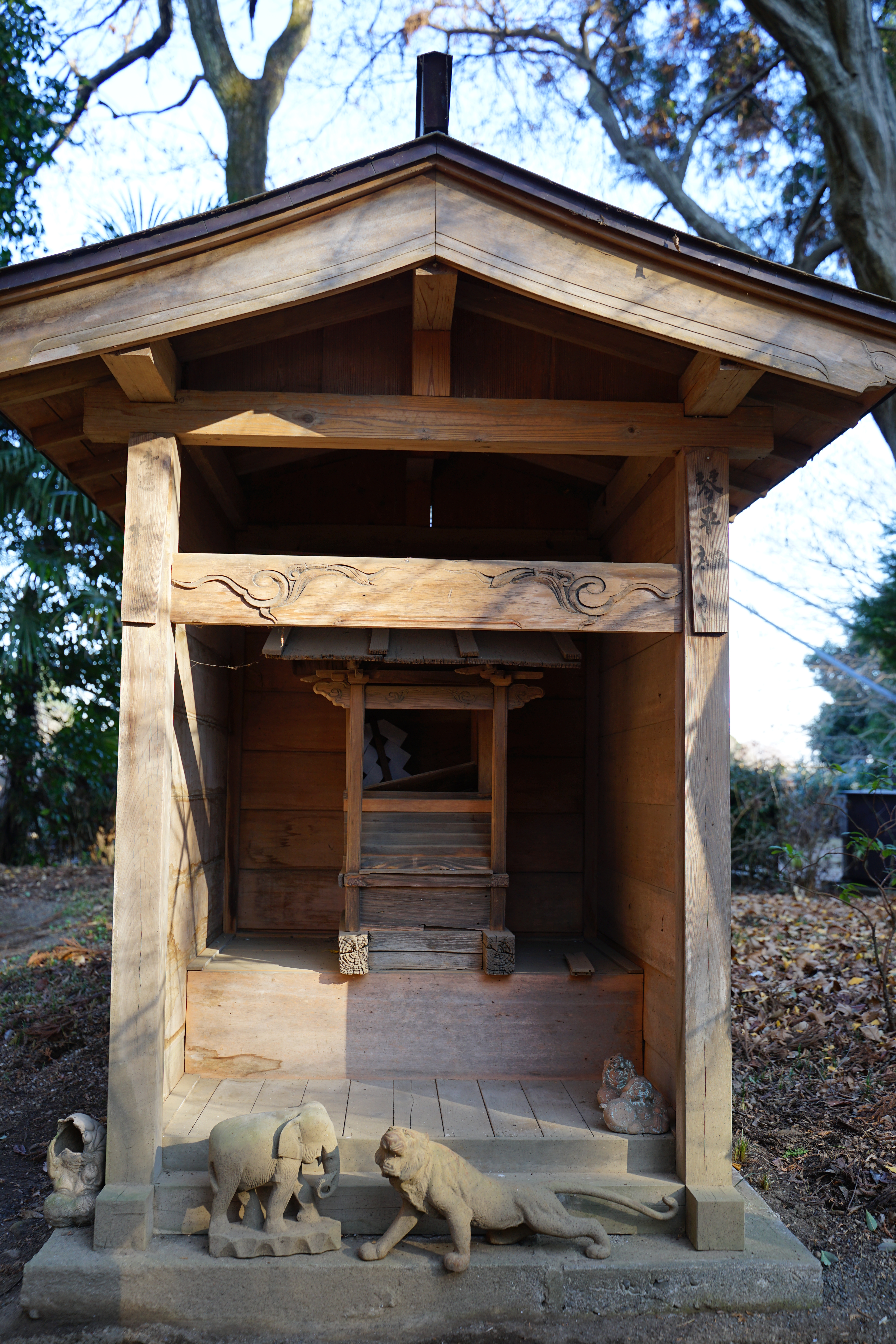
琴平神社
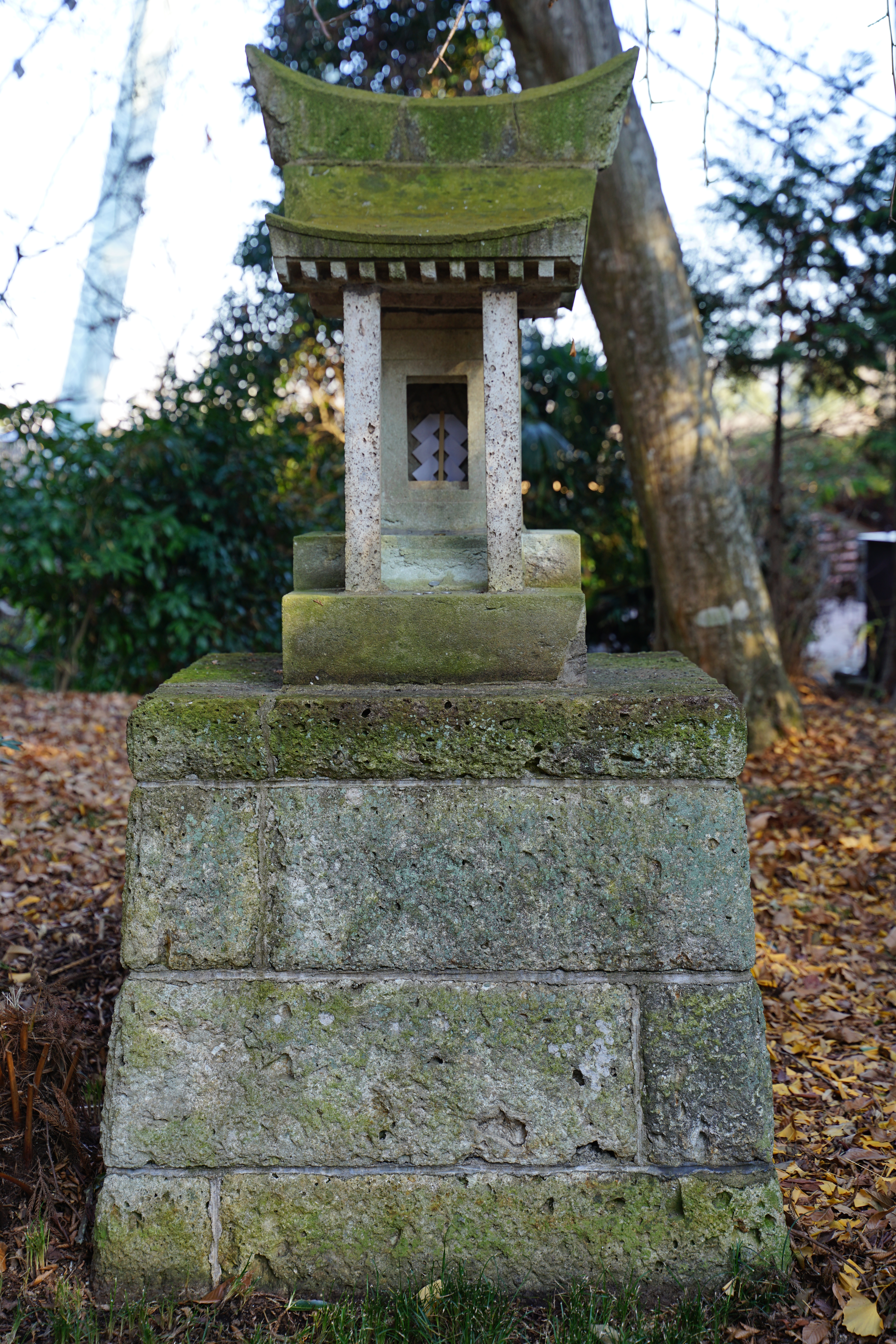
足尾神社
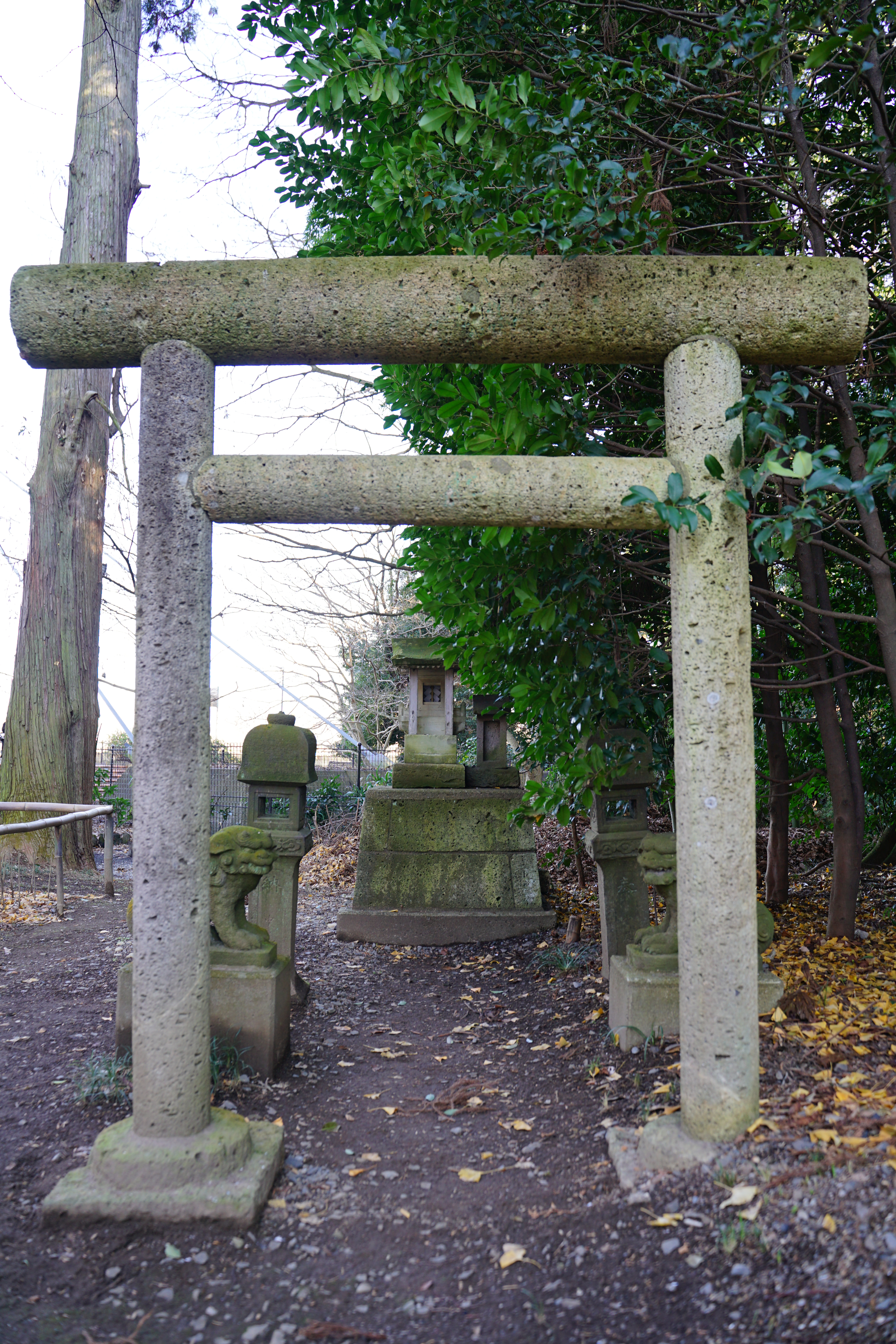
山神社

## 祭事
- 歳旦祭 （1月1日）
- どんと焼き （1月15日頃の休日）
- 節分祭 （2月3日）
- 祈年祭 （3月28日）
- 献桜祭 （4月第1日曜日頃）
- 八坂祭 （7月中旬）
- 夏越大祓 （7月31日）
- 十三夜明月祭 （旧暦9月13日）
- 例祭 （10月29日）
- 新嘗祭・御神幸 （11月29日に近い日曜日）

## 文化財

### 栃木県指定文化財
- 有形文化財
  - 銅製鳥居（建造物） - 平成元年8月25日指定[3]。

### 壬生町指定文化財
- 有形文化財
  - 本殿・拝殿・随神門（建造物） - 平成3年1月1日指定[2]。

## 現地情報
所在地
- 栃木県下都賀郡壬生町通町18-58

交通アクセス
- 鉄道：東武鉄道宇都宮線 壬生駅 （徒歩約7分）